# FastCompany.com's League of Extraordinary Women
FastCompany.com's League of Extraordinary Women er en liste over kvinder, der har gjort sig bemærket på forskellige områder. Listen kom første gang i 2012 og erstattede listen Most Influential Women in Technology, der udkom i 2009, 2010 og 2011.
- Jennifer Buffett
- Noorjahan Akbar
- Laila Ali
- Jamie Bechtel
- Molly Barker
- Asenath Andrews
- Tina Brown
- Kathy Calvin
- Tory Burch
- Lily Cole
- Susan Davis
- Hillary Clinton
- Ann Cotton
- Cherie Blair
- Grace Bonney
- Maria Bello
- Abigail Disney
- Tiffany Dufu
- Dina Powell
- Zainab Salbi
- Laura Pincus Hartman
- Pamela Jeffery
- Leila Janah
- Gina Harman
- Deborah Buresh Jackson
- Jessica Jackley
- Liya Kebede
- Maria Eitel
- Melinda Gates
- Helene D. Gayle
- Leymah Gbowee
- Holly Gordon
- Erin Ganju
- Janet Hanson
- America Ferrera
- Carolyn Everson
- Nancy Lublin
- Somaly Mam
- Alessandra Lariu
- Jean Kissell
- Alicia Keys
- Molly Melching
- Shakira
- Pat Mitchell
- Siiri Morley
- Gina Reiss-Wilchins
- Charlotte Oades
- Michele Ozumba
- Megan White Mukuria
- Melanne Verveer
- Nelly Yusupova
- Jennifer Siebel Newsom
- Veronika Sonsev
- Sheryl Wudunn
- Oprah Winfrey
- Christy Turlington
- Rachel Sklar
- Tammy Tibbetts
- Joanne Wilson
- Gabi Zedlmayer